# Hemichaena fruticosa
Hemichaena fruticosa är en gyckelblomsväxtart som beskrevs av George Bentham. Hemichaena fruticosa ingår i släktet Hemichaena och familjen gyckelblomsväxter. Inga underarter finns listade i Catalogue of Life.